# Władysław Bortnowski
Władysław Bortnowski [vuadysuav bortnovski] (12. listopadu 1891 – 21. listopadu 1966) byl polský generál.

## Život
Studoval gymnázium v Žitomiru, následně univerzitu v Krakově. Poté, co začala první světová válka vstoupil do polských legií. Nejprve velel četě v 1. pěším pluku, poté velel rotě v 5. pěším pluku.
Dne 31. října 1918 vstoupil do polské armády. Byl velitelem roty a později praporu. Za polsko-sovětské války plnil funkci operačního důstojníka v 1. pěší divizi. Od října 1920 byl náčelníkem štábu 3. armády. Po válce odjel studovat do Francie. V roce 1924 byl povýšen na plukovníka. Po převratu v roce 1926 se stal velitelem pěchoty v 26. pěší divizi, od roku 1931 byl velitelem 3. pěšího pluku legií. V roce 1932 získal hodnost brigádního generála.
Na podzim 1938 velel operační skupině „Slezsko“, která okupovala území Těšínského Slezska patřící Československu. Na začátku března 1939 byl povýšen na divizního generála. Na konci března 1939 se stal velitelem Armády Pomoří. Dne 21. září 1939 se dostal do německého zajetí, z něhož byl osvobozen v roce 1945. Odešel do Velké Británie, poté v roce 1954 do USA, kde v listopadu 1966 zemřel.